# Hey-Hey-Hey-Hey
«Hey-Hey-Hey-Hey» es una canción escrita por Little Richard (Richard Penniman) que normalmente la realizaba como parte de un medley con la canción de Leiber y Stoller "Kansas City". Fue lanzada por primera vez en 1958 como lado B de su tema "Good Golly, Miss Molly". 

## Versión de The Beatles
La canción fue lanzada por The Beatles como el mismo medley en el álbum del Reino Unido Beatles for Sale y en el álbum de Estados Unidos Beatles VI.
Una versión en vivo fue realizada para una sesión de radio de la BBC del 16 de julio de 1963, y fue emitida por primera vez el 6 de agosto de ese mismo año. Esta versión fue lanzada en 1994 en Live at the BBC. 

### Grabación
A pesar de haber abandonado el medley en 1963, The Beatles revivieron la mezcla en su gira por Estados Unidos cuando llegaron por primera vez a Kansas, el 17 de septiembre de 1964. El medley fue recibido con entusiasmo por la multitud, lo que llevó al grupo a considerarla para una grabación en el estudio.

### Personal
- Paul McCartney - voz, bajo, palmas.
- John Lennon - coros, guitarra rítmica, palmas.
- George Harrison - coros, guitarra, palmas.
- Ringo Starr - batería, palmas.
- George Martin - piano

Personal por The Beatles Bible